# A1689-zD1
A1689-zD1是已知距離最遙遠和最古老的星系之一，它在2008年2月被发现。
因为其128億光年的遥远距离，和高達～7.6的红移量，使此星系抵達地球的微弱光線主要是紅外線。因此，它是通过哈勃太空望远镜的近紅外線照相機和多目標分光儀以及斯皮策太空望遠鏡的紅外線陣列相機利用引力透镜現象发现的：横亙在地球和A1689-zD1之間，距離我們22億光年的星系團阿貝爾1689，如同放大鏡般的將正後方更遙遠處的星系放大并扭曲。在大爆炸之後約7億年，其光線增強，才能在地球處被看見。